# Вирус (фильм, 1999)
«Вирус» (англ. Virus) — фантастический фильм ужасов 1999 года снятый режиссёром Джоном Бруно, совместного производства США, Франции, Германии, Великобритании и Японии. Главные роли в этом фильме исполнили Джейми Ли Кёртис, Доналд Сазерленд, Уильям Болдуин и Иоанна Пакула. Фильм основан на одноимённом комиксе Чака Пфаррера издательства Dark Horse Comics. Из-за наличия кадров насилия, медицинских процедур и обезображенных людей и ненормативной лексики картина получила рейтинг R.
История борьбы экипажа судна «Морская звезда» с инопланетной формой жизни, прибывшей со станции «Мир» на корабль «Академик Владислав Волков», уничтожившей экипаж последнего, сочтя людей вирусной инфекцией.
В роли российского научного-исследовательского судна «Академик Владислав Волков» «выступил» выведенный из состава американского флота USNS General Hoyt S. Vandenberg. Вплоть до затопления в 2009 году у берегов Флориды на его бортах читались кириллические надписи. В составе российского флота были суда с похожими названиями «Космонавт Владислав Волков» и «Академик Сергей Королёв».
Фильм провалился в прокате, собрав при бюджете 75 миллионов всего 30, а критики сочли его второсортным и не оригинальным. Актриса Джейми Ли Кёртис, сыгравшая роль Фостер, отозвалась о картине, как о действительно плохом фильме, жалуясь на то, что ничего не могла изменить. Основной картиной, с которой сравнивали фильм, была работа режиссёра Стивена Соммерса вышедшая на экраны годом ранее под названием «Подъём с глубины».
Слоганы: «Уничтожь или умри», «Невозможно быть слишком богатым, слишком худым и слишком вооружённым», «Ничего себе, у них ракетница».

## Сюжет
Экипаж корабля «Академик Владислав Волков» выходит на связь со станцией «Мир», во время сеанса нечто сталкивается со станцией, а затем по средствам связи попадает на судно. Космонавты погибают, а вслед за ними начинают умирать члены экипажа корабля.
Через некоторое время команда небольшого корабля «Морская звезда», буксирующего гружёную баржу, попадает в тайфун. После того, как корабль, потеряв весь груз, вырывается в более спокойные воды, экипаж находит безлюдное российское научно-исследовательское судно «Академик Владислав Волков». Капитан Эвертон (Дональд Сазерленд), услышав об этом, отказывается от идеи самоубийства и сообщает команде, что по морским законам судно, брошенное в нейтральных водах, может быть отбуксировано в ближайший порт и правительство обязано выплатить за него денежную компенсацию. К несчастью для капитана, на судне находится выжившая Надя Виноградова (Иоанна Пакула), которая сначала атакует экипаж «Морской звезды», а затем рассказывает странную историю, в которую не верит никто, кроме штурмана Фостер (Джейми Ли Кёртис).
Надя говорит об энергии, прилетевшей со станции Мир, которая поразила компьютеры корабля, убила большую часть экипажа газом, а затем начала создавать машины, используя части людей. В это время экипаж включает источники энергии, что приводит к сбросу якоря, который топит «Морскую звезду». Хико (Клифф Кёртис) едва не погибает, его спасает Стив (Уильям Болдуин). Стив сообщает Пискле о том, что на борту кто-то есть и просит запереть дверь в машинное отделение. В это время на Писклю нападают. В медчасти, после оказания помощи Хико, Стив, не установив связь с Писклёй, вызывает Вудса и Мэйсона и просит о помощи. Вудс (Маршалл Белл) и Мэйсон (Шерман Огастес) находят склад с оружием и лабораторию корабля, где находятся роботы. Один из них ранит Вудса гвоздями, а затем появляется другой и стреляет по ним. Увернувшись от огня, они связываются со Стивом по рации и предупреждают об опасности.
Стив добирается до машинного отделения, за ним идут остальные, но двери в отделение заварены. Когда к Стиву присоединяются Вудс и Мэйсон, их снова настигает робот и открывает по ним огонь, но его удается обезвредить, перерезав провода энергоснабжения. В рубке собирается экипаж, туда приносят тело машины, в котором Надя узнаёт своего мужа и капитана судна. Стив заявляет, что поиски Пискли не удались. Во время исследования тела обнаруживается, что машина создана из частей человека и она всё ещё работает, так как мозг остаётся жив за счёт имплантированной электронной технологии. После шторма команда всем составом отправляется в машинное отделение, замечая, что корабль определяет курс сам. За дверью раздаётся стук и Стив, глядя в глазок, заявляет, что видит Писклю, который, выбив дверь, оказывается машиной. Он хватает старпома Вудса, которого убивает огромная машина. Экипажу удается скрыться и забаррикадироваться в помещении связи.
Мэйсону удаётся восстановить радиосвязь, чтобы запросить помощь, но Эвертон уничтожает оборудование выстрелом из дробовика, заявляя, что теперь он распоряжается кораблём по своему усмотрению. Фостер бьёт его и освобождает Надю от связок на руках. Команда спрашивает в компьютере неизвестную формой жизни, что ей нужно; та сообщает людям, что считает человечество вирусом и намерена использовать части человеческих тел как строительный материал. Мэйсон отделяется от всех. Эвертон предлагает договориться с существом. Остальные решают обесточить главный компьютер и затопить судно. Эвертон связывается с существом и обещает доставить его к населённому пункту, в Австралию, Новую Зеландию, куда угодно. В мастерской капитан заключает сделку. Эвертон, который стал машиной, но сохранил сознание, приходит в рубку, где идёт подготовка взрывных устройств. Его с трудом удаётся уничтожить.
Во время закладки взрывных устройств команда сообщает Мэйсону об эвакуации и попадает в ловушку, где их настигает огромный разумный робот. Надя и Стив теряют сознание, а Фостер попадает в плен, где её допрашивают, применяя электрошок. Стив и Надя, придя в сознание, расстреливают робота, к ним присоединяется Мэйсон. Фостер освобождают, но робот обрушивает металлоконструкцию, серьёзно ранив Мэйсона. Спасшиеся Надя и Фостер надевают спасательные жилеты, а уцелевший Стив, не вытащив раненого Мэйсона из-под завалов, продвигается к ракетной шахте с катапультой и взрывным устройством. Надя хочет убедиться, что с роботом покончено. Он настигает их и выводит из строя один из найдённых детонаторов, который команда установила перед уходом. Надя требует, чтобы Фостер уходила одна; робот хватает её за плечо, требуя выдать места установки детонаторов. Надя, жертвуя собой, выстреливает в газовый баллон из сигнального пистолета, отчего баллон детонирует, слегка повредив робота. Стив и Фостер бегут от машины и взрывают судно, использовав катапульту сразу для обоих. Катапульта вылетает и приводит в действие подготовленные Мэйсоном заряды. Взрыв замечает другое судно, считая это сигнальным огнём, и отправляется, чтобы подобрать потерпевших. Фостер приходит в себя в вертолёте от видения, в котором погибший Хико с изуродованным лицом нападает на неё. Стив успокаивает её, сообщая, что всё уже закончилось. Спасательный вертолёт улетает.

## В ролях
- Джейми Ли Кёртис — навигатор Кит Фостер[4]
- Дональд Сазерленд — капитан Роберт Эвертон[4]
- Уильям Болдуин — инженер Стив Бейкер[4]
- Иоанна Пакула — последний выживший на борту российского судна Надя Виноградова[4]
- Клифф Кёртис — Хико[10]
- Шерман Августус — Ричи[10]
- Маршалл Белл — Джей Вудс-младший[10]
- Леван Учанейшвили — русский капитан Алексей[10]

## Производство
Режиссёрское кресло было отдано Джону Бруно. В качестве основы для сюжета картины был использован комикс Чака Пфаррера издательства Dark Horse Comics, опубликованный в 1992 году. Пфаффер редактировал сценарий вместе с Денисом Фельдманом. Музыкальное сопровождение было создано Скоттом Смитом из музыкальных композиций Джоэла Макнили. Продюсированием картины занималась Гэйл Энн Хёрд, бывшая жена Джеймса Кэмерона, которая разделяла его увлечения технологическим нуаром. Фотосъёмкой занимался Дэвид Эггби, Майлинг Ченг создавал декорации, а костюмами занималась Дебора Эвертон.
Сюжет картины во многом перекликается с кинофильмом «Чужой» 1979 года режиссёра Ридли Скотта, так её начало акцентируется на спорах команды из-за денег, в картине есть и своя Рипли в исполнении Кёртис и инопланетянин, с которым она борется. Сюжет имеет общие черты и с фильмом «Сквозь горизонт» 1997 года и ещё примерно с дюжиной фильмов. Сценаристы наполнили фильм насилием, ненормативной лексикой, стрельбой, расчленением трупов, медицинскими процедурами и обезображенными людьми, благодаря чему картина получила рейтинг R. Хотя критики и актёры полагали, что герои плохо прописаны и над сценарием стоило бы поработать ещё. Фильм провалился в прокате, собрав при бюджете 75 миллионов всего 30.

### Подбор актёров

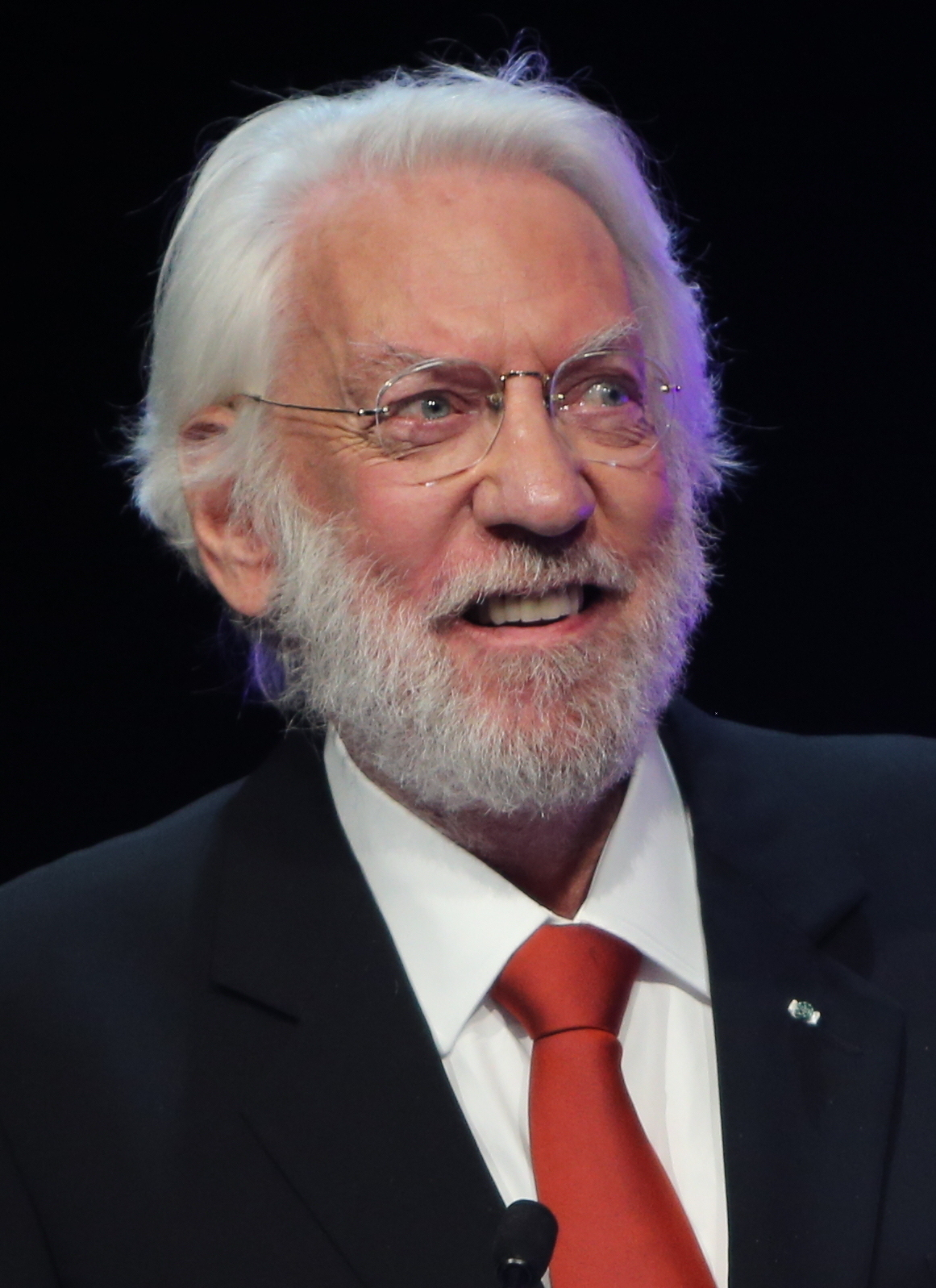
Дональд Сазерленд исполнитель роли капитана Эвертона

Для исполнения роли капитана буксира Эвертона пригласили Дональда Сазерленда. Чтобы он украсил актёрский состав. Его персонаж представлял собой, алчного, хитрого пьяницу, способного продать свою команду ради собственного выживания и выгоды. Опытный актёр, на чьём персонаже акцентирует внимание камера на протяжении всего фильма. Несмотря на некоторую бессмысленность его поступков и участие в скупых диалогах, время от времени актёр демонстрировал энергичность и харизму.
Джейми Ли Кёртис предстояло исполнить роль своего рода Рипли из серии фильмов Чужой. Но благодаря сценарию у персонажа актрисы не было возможности развить отношения с другими персонажами, чтобы показать какую-то искру, на что актриса жаловалась, давая интервью после окончания съёмок. Уильям Болдуин сумел неплохо показать себя среди таких известных актёров, несмотря на то, что он далеко не самый талантливый представитель семьи Болдуин. Остальные персонажи были не так хорошо прописаны, хотя и имели интересные черты которые можно было развить. К примеру, персонаж по имени Хико в исполнении актёра Клиффа Кертиса, туземец, чьё тело покрыто воинственными татуировками, взгляд наполнен яростью, оказывается вопреки  сострадательным и отважным человеком, склонным к самопожертвованию.

### Съёмки

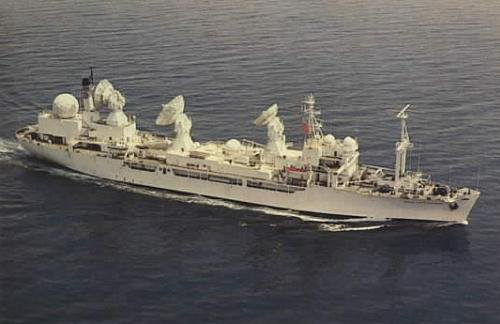
USNS General Hoyt S. Vandenberg

Ключевые сцены картины снималась на корабле слежения за запуском ракет USNS General Hoyt S. Vandenberg на набережной Ньюпорт-Ньюс. В Норфолке в течение нескольких месяцев. Для съёмок с корабля убрали одну из его больших антенн. Корабль выбрали потому что он располагал необходимыми для съёмки помещениями и аппаратурой, оборудованием, которое по сценарию должна была использовать инопланетная форма жизни. Для съёмок требовался высокий уровень спецэффектов, и в то время как фильмы и телевизионные постановки того времени опирались на компьютерные эффекты, в Вирусе использовались различные модели, что делало их куда реалистичнее. Специалисты изготовили модель корабля «Академик Владислав Волков» длинной 14,4 м или 77 футов. За тем её отбуксировали на побережье Лонг-Бич, штат Калифорния. Деньги сэкономленные на натурных съёмках использовали для создания дополнительных специальных эффектов. Вскоре после съёмок картины корабль был затоплен.

## Критика

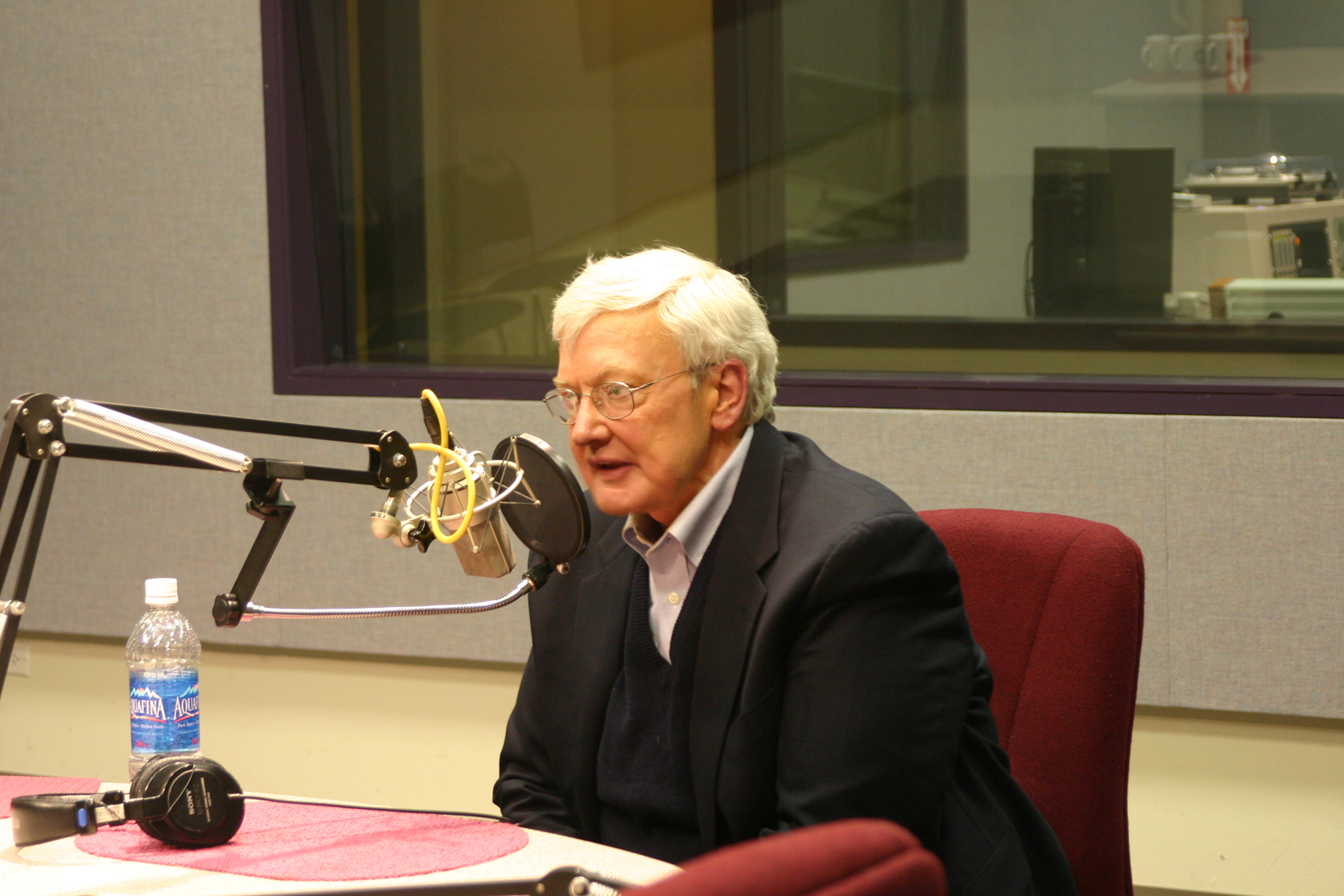
Роджер Эберт

Актриса Джейми Ли Кёртис резко отозвалась о картине, как о худшей из тех, в которых ей приходилось сниматься, хотя она утверждала что делала всё, что могла. Другие критики полагали что даже при том, что сюжет полон клише, он является удачным образчиком фильмов категории «Б». По мнению критиков, существуют две категории плохих фильмов: первые плохи из-за низкого бюджета, плохих актёров и специальных эффектов, а вторые из-за того, что пытаются стать чем то большим, чем они являются. Роджер Эберт сравнивал картину с аналогичным проектом режиссёра Стивена Соммерса под названием «Подъём с глубины». Он указывал на то, что действие обеих картин происходит на казалось бы пустом корабле в Тихом океане, на обоих судах обитает монстр, герои обеих картин играют в догонялки с монстром и пытаются его уничтожить, в обоих фильмах действие разворачивается посреди шторма. Антагонист много говорит, но при этом не в состоянии осуществить свои угрозы. По мнению критика, фильм Соммерса был худшим в 1998 году, но «Вирус» с лёгкостью его «превзошёл».
Metacritic дал только 19 баллов из 100 возможных на основании 17 рецензий, что свидетельствует о негативной реакции. На Rotten Tomatoes рейтинг ещё ниже — 12 % с учётом 49 критических обзоров.